# Четники Кости Печанаца
Четники Кости Печанаца (серб. Четници Косте Пећанца) — колабораціоністські сили четників під командуванням Кости Печанаца, які діяли в Сербії, воювали як проти партизанів Йосипа Броза Тіто так і проти четників Драголюба Михайловича.
Під час вторгнення до Югославії Печанац перебував у південній частині Сербії. Він був найвідомішим лідером четників, затьмарюючи Драголюба Михайловича. Незабаром Печанац налагодив контакт із Гестапо.
Під час Другої Світової війни четники робили розправи над албанським та мусульманським населенням Косова та Новопазарського Санджака.
Наприкінці 1942 року у Печанаца виник конфлікт із четниками-противниками. Печанац зрештою програв у конфлікті. У березні 1943 року німці розпустили його сили[джерело?].